# Christopher Nowinski
Christopher John Nowinski (Arlington Heights, 24 de Setembro de 1978) é um escritor e ex-lutador de wrestling profissional estadunidense. Nowinski é conhecido pela sua passagem pela WWE, onde era conhecido como Chris Harvard. Ele também é conhecido por escrever livros sobre ciência. Além disso, foi jogador de futebol americano na Universidade de Harvard.

## Títulos e prêmios
- Pro Wrestling Illustrated
  - PWi Rookie do Ano (2002)

- WWE
  - WWF Tough Enough I - Segundo colocado
  - WWE Hardcore Championship (2 vezes) (Campeão mais jovem)